# Aristida lisowskii
Aristida lisowskii är en gräsart som beskrevs av Richel. Aristida lisowskii ingår i släktet Aristida och familjen gräs.
Artens utbredningsområde är Kongo-Kinshasa. Inga underarter finns listade i Catalogue of Life.